# 志在四方II
《志在四方II》，新加坡新傳媒私人有限公司時裝電視劇，由鄭惠玉、李南星、黃碧仁、瑞恩、欧萱、戚玉武及陈欣淇領銜主演，劉松仁及陳美鳳特別客串，監製為袁樹偉及黃芬菲。此劇為新傳媒在第21屆上海電視節、中國國際影視展2015所推介的電視劇之一，亦是新傳媒52周年台慶劇。

## 故事概要
延续前一部的节奏，背景同样设定在凯旋电视台，不过这次将更深入呈现幕后工作人员的办公室斗争，同时探讨什么是真，什么是假。
周薇芸（郑惠玉饰）从综艺组调到戏剧组担任VP已三年。自从余凡（陈汉玮饰）死后，薇芸看透了世事，人豁达开朗很多，待人处事也多了人情味。她带着失智的母亲和女佣一起住，过着单身贵族的日子，寄情于工作。这时期的她，作品讲求诚意和言之有物，由于她不制作通俗作品迎合观众口味，加上网络视频的普及，戏剧节目的收视率下降，广告收益也递减，恶性循环无法突破。
上司见她无法让戏剧赚钱，于是聘请了在商场上叱咤风云的女强人官谢恩（黄碧仁饰）来当戏剧组的另一个VP，直接给薇芸压力。官谢恩是个商业管理奇才，善于推广销售、开源节流，一来便刮分了薇芸戏剧组一半的制作，虽然是负责7点档，但因为带来了赞助商，所以也“抢”到了9点黄金档的戏剧，直接与薇芸竞争。有事业心的她，企图排挤薇芸出局，独当一面。开始时对薇芸还留些面子，后来熟悉戏剧组的运作后，便不把薇芸放在眼里，态度嚣张。戏剧组从此分成两组，一些趋炎附势的下属背弃薇芸，要投诚到谢恩的组别，哪知谢恩却把这些毫无诚信的下属全推回给薇芸， 对员工杀一儆百，手段高明。
薇芸出掌戏剧组后，综艺组交由新VP林韬（李南星饰）负责。林韬做节目新奇点子多，爱不按牌理出牌，善于造假制造节目效果，推高收视率。他接管综艺组之后屡创收视奇迹，表现远超薇芸时期。其实林韬誓言要成功，是因为他心中带着怨恨。多年前他和好友Richard（陈泰铭饰）创立制作公司，后来Richard私吞了他的钱，还抢走了他的女朋友！所以林韬定意要在这个圈子做出成绩，证明他的实力给Richard看！
三个高级副总裁各有不同的人生目标，不同的处事态度，亦敌亦友，既彼此竞争，又必须彼此辅助，展开职场上斗智斗勇的篇章。。。在感情方面，林韬似乎对薇芸有意，又似对谢恩有情。三人似乎完全没有关系，但其实在10年前，林韬曾无意间救了薇芸；那时郑守义（刘松仁饰）正在跳楼，而正在开车的林韬因差点撞到薇芸而无意间救了薇芸。外表似乎很没人性的林韬实际上有着恻隐之心，他曾帮助一个偷窃的少年人Eddy（吴劲威饰），四年来一直看顾着他，教导他靠自己的本事赚钱，必能出人头地。认了Eddy为干儿子后，林韬发现原来Eddy是谢恩的儿子。
谢恩当年拼搏事业，和丈夫离婚并放弃两个儿子的抚养权。Eddy对谢恩充满怨恨，弟弟Eden则被大人蒙骗，以为妈妈死了。谢恩的前夫癌症过世后，两个孩子跟着她住，一直自责没当好妈妈的谢恩很努力想做个好妈妈，却得不到孩子的体谅，林韬便成了谢恩和孩子的桥梁。薇芸的侄儿Joey（方伟杰饰）进入了演艺圈，未红先骄，态度非常傲慢，薇芸时常教训之，使得二人关系紧张。薇芸赞助弟弟和弟妹去希腊旅游，不料旅游巴士却翻滚下山坡，二人双双身亡！Joey从悲痛中振作起来后，变得更为偏激，薇芸愧对Joey，尝试弥补她的内疚。这两个年轻人介入薇芸和谢恩的生命中，让她们有了共同的话题，距离被拉近了。
方彤琳（瑞恩饰）主持演戏成绩都很亮眼，造成电视台阿姐赵非儿（欧萱饰）很大的压力。彤琳发现在Jason（戚玉武饰）和非儿心中，都为彼此留了一个位子，非儿这个初恋占据Jason的那个位子，是她无法取代的。彤琳心里很不好受，但她对Jason的感情坚信不疑，感情日趋稳定，到了谈婚论嫁的地步。Jason拍了三年的电影，票房一直不好，但又不屑拍低俗的商业片，最后被薇芸盛情邀约，回到电视台当监制和导演。虽然当上了戏剧组的监制，但仍不改他的艺术家脾气，对很多事情依然坚持，在电视台树敌无数。Jason和彤琳拍拖了那么多年但Jason却依然未向彤琳求婚，心急的彤琳毅然决定向Jason求婚！彤琳在节目上向Jason求婚成功，对Jason依旧恋恋不忘的非儿，对好友彤琳又嫉妒又羡慕。非儿与红遍中港台的影视红星钟一鸣（陈罗密欧饰）的配搭深得观众喜爱，被谢恩塑造成荧幕情侣，但私底下，非儿对极度爱美自恋的一鸣很不满，她很看不惯一鸣演戏时不认真的态度，因此间接得罪一鸣，一鸣常因小事而针对非儿，拍戏时处处恶整她，非儿不甘吃亏，悄悄反击，重现以前有心机的赵非儿。为恶整非儿，一鸣假意追求非儿，但当一鸣陷入人生低潮时，却是非儿帮助他振作起来。一鸣不知不觉爱上了她，默默为她付出。一鸣以为他是靠实力得到今天的地位，其实他是母亲钟倩怡（陈美凤饰）银弹攻势打造出来的“产品”。当年初闯娱乐圈时，处处碰壁，焦头烂额，无比心疼，都是母亲暗中出资投资电影，指明要用钟一鸣。非儿还面对了出乎她意料之外的事：电视台从台湾来的新编剧董子怀（陈欣淇饰）竟然是她同父同母的妹妹，原来当年母亲离家出走后，到了台湾，嫁了台湾小混混，生了子怀。子怀从小就一直被继父虐打、被母亲挨骂，命十分地坎坷。 非儿认回妹妹子怀后，因为同情子怀身世凄凉，对她非常好。子怀看起来善良、单纯，实则城府很深，工于心计，急功近利。她用手段，很快升上了故事人的位置，并因为妒忌非儿所拥有的一切，暗地里策划陷害非儿，令非儿陷入忧郁。
Jason拍摄Joey时发生了意外，撞伤了路人，Joey把责任全推卸到导演Jason身上，暗中却求姑姑薇芸对他网开一面，Jason看出薇芸对Joey的内疚想偏袒Joey，不想薇芸为难，毅然背起黑锅承担责任，选择辞职！辞职后的Jason当起小贩，虽然表面潇洒不在意，其实却郁郁不得志，他和名气越来越大的彤琳开始有很多的分歧，不时争吵。彤琳在和Jason结婚当天早上收到匿名人发送过来的短片，那短片竟是非儿在喝醉后和Jason接吻的短片！而发送短片的人正是子怀！最后在子怀的布局下，彤琳误会Jason与非儿藕断丝连，一时冲动和Jason闹分手。非儿面对千夫所指，演艺事业进入低谷，观众对她的演技恶评如潮，非儿越发钻牛角尖，走入极端，最后把一切归到子怀身上，对她采取极端的报复行为，却害人害己，落得悲惨下场。非儿因受不了打击，选择逃避现实，失踪了。一鸣对非儿不离不弃，不仅对外宣布自己已深深地爱上了非儿，更悬赏十万美金，只为寻回非儿！非儿是否会被一鸣的不离不弃而接受一鸣？他们是否能有情人终成眷属？另一方面，彤琳惨遭毁容！正面、积极的她该怎么面对与接受这个事情？对爱情已失望的她会否和Jason白头偕老？Jason是否会对她不离不弃？究竟是谁导致彤琳毁容呢？
获颁电视执照，一家新电视台要成立了！这对凯旋电视台造成很大的冲击。坊间纷纷猜测谁是被挖掘过去的高层？此人原来是林韬！林韬暗中招兵买马，使出银弹攻势，挖掘顶尖人才跳槽。此时正值林韬在筹备一场现场慈善节目，他定意要制作出一个前所未有的高超节目，让邀请他加盟的电视台对他另眼相看，于是下了“圣旨”要惊险！他万没想到成为替身的Eddy一心要在他面前表现，造假代替彤琳出演高难度动作，跌下重伤！林韬更受打击的是，原来敌对电视台的上司，居然是他的宿敌Richard！林韬彻底瓦解了，拼搏多年到头来害了自己最爱的干儿子！林韬彻底失望，决定跳楼自杀，了结了这一切......这场争夺战，也让薇芸对这个圈子彻底失望，想退出这个圈子，去留的挣扎间，她该如何选择？谢恩是否该原谅林韬害了她儿子？她是否该挽留薇芸，一起发挥群策群力的团队精神？
这群电视人，在真假难分的电视圈，面对着事业、家庭、感情的各种挣扎，最后他们是否都发挥了正面的影响力？无愧于自己，不枉此生。

## 演員表

### 凱旋電視台 (VBS)
| 演員     | 角色     | 介绍 | 登场集数                         |
| 劉松仁   | 鄭守義   | 凱旋電視台執行總裁 鄭守德之兄 周薇蕓、官謝恩、林韜之上司                                                                      | 2,4-5,14,16,18,20,22,27          |
| 李文海   | Mr Chong | |                                  |
| 鄭惠玉   | 周薇蕓   | 參見周家 | 1-5,7-9,11,14-20,22-23,25,27     |
| 黃碧仁   | 官謝恩   | 參見官家 | 2-5,7-8,10-11,14-18,20-23,25,29  |
| 李南星   | 林韜     | 凱旋電視台製作部綜藝組副總裁 鄭守義之下屬 官謝恩、Richard Ma之死敵 周薇蕓之死敵兼鍾情對象 Eddy之義父                          | 1-3,5,7-12,14-16,18-20,22,24,27  |
| 王昱清   | 秦文旭   | 凱旋電視台製作部戲劇分組監製 周薇蕓之下屬，後為官謝恩之下屬                                                                   | 1-                               |
| 戚玉武   | 藍飲輝   | Jason 凱旋電視台製作部戲劇分組監製 周薇蕓之下屬 方彤琳之夫 趙非兒之前男友兼好友，後反目，最后和好                             | 1-7,9-15,17-24,26,28,29          |
| 陳欣淇   | 董子懷   | 參見趙家 | 4,6-8,10,12-19,21                |
| 歐萱     | 趙非兒   | 參見趙家 | 1-4,6-10,12-13,15-19,21,23-25,27 |
| 瑞恩     | 方彤琳   | 參見方家 | 1-10,12-13,15,17-24,26,28        |
| 張振寰   | 陳光     | 昔日超级大反派，和官谢恩成为朋友后改邪归正 凱旋電視台當紅主持人 官謝恩之好友兼死敵，為了報復而接近官謝恩 鍾情董子懷，後為男友 | 1-3,5,8,12-23,25                 |
| 陳羅密歐 | 鍾一鳴   | 參見鍾家 | 1-2,4-9,12-13,16-17,19,21,23-25  |
| 方偉傑   | 周耀祖   | 參見周家 |                                  |

### 周家
| 演員   | 角色   | 介绍 | 登场集数 |
| 符永春 | 周成功 | 亞蓮之夫 周薇芸、周國棟之父 許貴香之家翁 周耀祖之祖父 已過世 | 2        |
| 蔡平开 | 亞蓮   | 周成功之妻 周薇芸、周國棟之母 許貴香之家婆 周耀祖之祖母 | 2        |
| 鄭惠玉 | 周薇芸 | 凱旋電視台製作部綜藝組副總裁，後為凱旋電視台製作部戲劇分組副總裁 周成功、亞蓮之女 余帆之妻 林韜之死敵兼鍾情對象 周國棟之姊 周耀祖之大姑 許貴香之夫家大姊 鄭守義之下屬 藍欽輝之上司 | 1-       |
| 林偉文 | 周國棟 | 周成功、亞蓮之子 周薇芸之弟 許貴香之夫 周耀祖之父、 于第22集交通意外不幸身亡 | 1-22     |
| 潘淑钦 | 許貴香 | 周成功、亞蓮之媳婦 周國棟之妻 周薇芸之弟媳 周耀祖之母、 于第22集交通意外不幸身亡                                                                                                   | 3 -22    |
| 方偉傑 | 周耀祖 | Joey 凱旋電視台新晉小生 周成功、亞蓮之孫 周國棟、許貴香之子 周薇芸之侄兒 |          |

### 官家
| 演員   | 角色   | 介绍 | 登场集数                                |
| 黃碧仁 | 官謝恩 | 凱旋電視台製作部戲劇分組副總裁 Eddy、Eden之母 鄭守義之下屬 秦文旭、董子懷之上司 周薇蕓、林韜之死敵兼好友 陳光之死敵，后为好友，因為內疚所以贊助陳光學費 |                                         |
| 吳勁威 | Eddy   | 凱旋電視台特約演員 官謝恩之長子 林韜之義子 Eden之兄 | 2-3,5,7-12,14 -16,18,20 , 23 - 27,29-31 |
| 張值豪 | Eden   | 凱旋電視台特約演員 官謝恩之幼子 周薇蕓義子 Eddy之弟 | 5,7,9-11,13 - 18, 20, 23,26 -27,29,30   |

### 方家
| 演員   | 角色   | 介绍 | 登场集数 |
| 周崇慶 | 方元仁 | King Kong 記者 方彤琳之兄 | 1-       |
| 瑞恩   | 方彤琳 | 大头虾、小虫 凱旋電視台當家花旦 星光大奖2015最佳女主角 方元仁之妹 藍飲輝之妻 趙非兒之好友，後反目，最终和好 于第28集在片场意外遭非儿刺伤，其实是子怀把刀藏在小熊里并推非儿 于第28集在片场因意外而右脸毁容和右眼失明 于第31集成为电台DJ，并呼吁非儿回家 于第31集原谅子怀 | 1-32     |

### 趙家
| 演員   | 角色   | 介绍 | 登场集数 |
| 劉谦益 | 趙德   | 趙非兒、董子懷之父 德士司机 于第24集因听信子怀的话而骗非儿去看医生 于第30集中风 | 3-       |
| 歐萱   | 趙非兒 | 凱旋電視台當家花旦 趙德之長女 藍飲輝、方彤琳之好友，後反目，最终和好 鍾一鳴之鍾情對象，後為女友 董子懷之姐兼死敵，後和好 于第6集因喝醉而和Jason表白，并与Jason亲吻 于第10集与子怀相认 于第12集被Jason误会她把他们接吻的视频放进他的电脑 于第15集因压力而患上厌食症 于第19集被彤琳误会她和Jason藕断丝连 于第21集在演员会情绪失控 于第23集得知幕后黑手是子怀 于第25集把子怀赶出家门 于第28集因子怀故意推她而意外刺上彤琳 于第30集失踪 于第32集企图自杀，遭子怀阻止并意外刺伤子怀 于第32集与一鸣有情人终成眷属 | 1-       |
| 陳欣淇 | 董子懷 | Twins 凱旋電視台製作部戲劇分組編劇，後為凱旋電視台製作部戲劇分組故事人 官謝恩之下屬 趙德之幼女 趙非兒之妹兼死敵,後和好 鍾情鍾一鳴 陳光之鍾情對象、後為女友 于第6集偷拍Jason和非儿接吻 于第10集与赵德、非儿相认，实则回来报复 于第18集上传Jason和非儿接吻的视频至网上，导致非儿与彤琳反目成仇 于第28集意外间接导致彤琳右脸毁容及右眼失明 于第29集被钟一鸣揭发的真面目 于第32集在阻止非儿自杀时意外遭其刺伤 于第32集因蓄意伤人而坐牢，并在出狱后与陈光有情人终成眷属                                          | 4-       |

### 锺家（美雅集團）
| 演員     | 角色   | 介绍 | 登场集数 |
| 陳美鳳   | 锺倩怡 | 美雅集團主席 锺一鳴之母 | 5-       |
| 陳羅密歐 | 锺一鳴 | 凱旋電視台當家小生 锺倩怡之子 鍾情趙非兒、後為女友 于第17集得知自己的成就全是母亲的安排 于第19集陪非儿出国避开记者 于第29集将陈光与子怀的谈话录影发送给所有报馆，借此揭发子怀的真面目 于第32集悬赏10万美金寻回非儿 于第32集和非儿有情人终成眷属 | 1,4-     |
| 张荣骏   | 乐乐   | 鍾一鳴、Diana之子 于第23集病逝 |          |

### 其他演員
| 演員   | 角色       | 介绍                                                      | 登场集数 |
| 陳漢瑋 | 余帆       | 周薇蕓之亡夫 已去世 於回憶中出現                          |          |
| 陳漢瑋 | 徐正厚     | 來自南韓濟州島，樣貌酷像余帆 在星光大獎2015頒獎典禮上出現 | 1        |
| 陳泰銘 | Richard Ma | 人渣 本剧超级大反派 林韜之死敵                            |          |
| 姚玟隆 | 鄭守德     | 鄭守義之弟 于第32集原谅守义                               |          |
| 李美玲 | Diana      | 与钟一鸣发生关系，育有一孩子乐乐                          |          |
| 冯瑾瑜 | Cat        | 赵菲儿的助理 于第21集被非儿辞退                           |          |
| 李家慶 | 鄭力賢     | 鄭守義兒子 于第32集《尋人啟事》節目中登場                 |          |
| 林俊良 | Jack       | 锺一鸣的助理                                              |          |

## 電視劇原声带
| 曲別   | 歌名                          | 演唱者 | 作曲   | 作詞           | 编曲        | 制作人 | 提供                          |
| 主题曲 | 終於                          | 陳潔儀 | 伍家輝 | 李欣怡         | Terence Teo | 柯贵民 | Banshee Empire                |
| 插曲一 | 當世界只剩下我一個人          | 龔芝怡 | 龔芝怡 | 龔芝怡         | Kenn C      | 龔芝怡 | GoodGirlMusic                 |
| 插曲二 | 幸福不難 (本是第一季的主题曲) | 龔芝怡 | 龔芝怡 | 龔芝怡         | 無          | 龔芝怡 | GoodGirlMusic                 |
| 插曲三 | 學著愛                        | 周興哲 | 周興哲 | 周興哲、吳易緯 | 無          | 無     | 索尼音樂                      |
| 插曲四 | 狠狠愛                        | 伍家輝 | 伍家輝 | 伍家輝         | 伍家輝      | 無     | SmallBox Music 小品音樂工作室 |

## 場景拍攝
新加坡
- 丰树商业城
- 新传媒加利谷广播中心
- 首都戏院
- Le Destineé
- 丹戎巴葛火车总站
- Wisma Atria
- 濱海灣花園
- Farrer Park Hospital
- 蔡厝港
- 新加坡樟宜机场
- 赞美广场 (CHIJMES)
- 土生华人博物馆
- Lifelong Learning Institute - Paya Lebar Central
- K Suites
- Orchid Bowl
- Paya Lebar Sqaure
- The Star Vista
- 112 Katong
- Sentosa Cove Singapore
- Grand Copthorne Waterfront Hotel Singapore
- Hotel Jen Tanglin Singapore
- ONE KM Mall
- Mandarin Gallery
- Masons
- Westgate
- Marina Barrage
- Central
- Sentosa Cove
- 小印度
- Leisure Park Kallang

墨尔本
- Flinders Street Station
- 聯邦廣場
- Yarra Trams
- Hosier Lane
- Princes Bridge
- Yarra Footbridge
- St Ali Café, South Melbourne
- Ponyfish Island Café
- Riverland Bar & Café
- The Middle Brighton Baths Restaurant & Deck Bar
- Yarra Valley Global Ballooning
- The Brighton Bathing Boxes (Brighton Beach)
- MART Café, Middle Park
- Luna Park
- Degraves Street
- Old Treasury Building
- Birrarung Marr
- St Kilda Esplanade Market
- Yarra Valley Lodge
- Zonzo @ Train Trak Winery
- Yering Station
- New Quay @ Docklands
- Alfred Nicholas Memorial Gardens
- TarraWarra Museum Chocolaterie & ice creamery
- Yering Station Produce Store
- Tesselaar Tulip Farm
- South Melbourne Market
- Sheep Farm (Owned by The Savage Family)
- 墨爾本機場
- Yerring George Cottages

## 記事
- 2014年12月30日：此劇確定開拍，初步敲定的演員是鄭惠玉、李南星、黃碧仁、瑞恩、陈欣淇、欧萱、陳羅密歐、戚玉武、方偉傑及周崇慶。[1]
- 2015年5月12日：鄭惠玉、黃碧仁、陳羅密歐為此劇試造型。[2]
- 2015年5月14日：瑞恩、陈欣淇、欧萱、劉谦益為此劇試造型。[3][4][5][6]
- 2015年5月27日：李南星為此劇試造型。
- 2015年6月2日：瑞恩、戚玉武、吳勁威為此劇試造型。
- 2015年6月10日：此劇正式開拍第一天。
- 2015年6月19日：此劇舉行開鏡儀式，出席演員包括李南星、鄭惠玉、黃碧仁、瑞恩、歐萱、戚玉武、陳欣淇、陳美凤、陳羅密歐、張振寰、方偉傑、吳勁威、周崇慶及張值豪。[7][8][9]
- 2015年6月29日：此劇舉行海報拍攝工作，出席演員有李南星、鄭惠玉、黃碧仁、瑞恩、歐萱、陈欣淇、戚玉武、陳羅密歐、張振寰及方偉傑。[10][11]
- 2015年8月：此劇于「中國國際影視展2015」舉行推介會，出席演員有鄭惠玉及歐萱。[12]
- 2015年9月：劉松仁為此劇來新演出。[13][14][15][16]
- 2015年9月25日：此劇飛往澳大利亞墨爾本拍攝，出席演員有李南星、鄭惠玉、瑞恩、歐萱、戚玉武及陳羅密歐，Toggle獨家追蹤報道。[17][18][19][20][21][22][23]
- 2015年10月：此劇正式殺青。
- 2015年10月24日：此劇宣佈陳潔儀會為此劇主唱。[24][25]
- 2015年11月7日：此劇在Square 2舉行粉絲簽名會，出席演員有鄭惠玉、張振寰、陳羅密歐及方偉傑。
- 2015年11月15日：此劇在Junction 10舉行粉絲見面會，出席演員有鄭惠玉、張振寰、陳羅密歐、方偉傑及周崇慶。
- 2015年11月18日：此劇舉行媒體招待會，出席演員有鄭惠玉、黃碧仁、瑞恩、歐萱、戚玉武、陳欣淇、陳罗密欧、張振寰、方偉傑及周崇慶。[26][27][28]
- 2015年11月19日：此劇預告片在8頻道面簿、YouTube上載。
- 2015年12月4日：此劇於17:00在馬來西亞Astro雙星海外首播，馬來西亞觀眾優先看。
- 2015年12月4日：此劇於21:00在新加坡新傳媒8頻道首播。
- 2015年12月10日：此劇演員張振寰及方偉傑在新傳媒8頻道節目《獅城有約》中出現。
- 2016年1月16日：此劇在全新的新傳媒舉行慈善謝幕禮，出席演員包括鄭惠玉、黃碧仁、陳欣淇、陳罗密欧、張振寰、方偉傑、馮瑾瑜、林俊良及張值豪。慈善謝幕禮共籌得超过2万元，本捐款數額將捐贈給新傳媒關懷計劃的受益者。[29]
- 2017年6月1日：每逢星期一至四，於18:00在馬來西亞Ntv7 隆重启播。

## 軼事
- 此劇是繼《信約：我們的家園》后，新傳媒在2015年製作的第二部續集。
- 此剧是两大阿姐鄭惠玉及黃碧仁27年来首次同台演出。
- 此剧是李南星及劉松仁繼《掃冰者》后再度合作的電視劇。
- 此剧是陈美凤第一次参演的新加坡剧集。
- 此剧是黄碧仁及歐萱繼《九層糕》、《情來運轉》後連續第三度合作的電視劇。
- 此剧是黄碧仁及陈欣淇繼《三個願望》、《虎媽來了》後連續第三度合作的電視劇。
- 此剧是黃碧仁及方偉傑繼《虎妈来了》後第二度合作的電視劇。
- 此剧是黃碧仁與瑞恩、陳羅密歐、張振寰、吳勁威及張值豪首度合作的電視劇。
- 此剧是陳欣淇继《最火搭档2》后，第二次饰演反派的剧集。
- 此剧是陈欣淇及张振寰繼《樂在雙城》後，再度飾演情侶。
- 此剧是歐萱及戚玉武繼《九層糕》、《任我遨遊》、《刑警2人組》、《最高點》、《小娘惹》、《志在四方》後，第七次合作。
- 此剧是歐萱及陳羅密歐繼《信約：動盪的年代》後，再度合作。
- 此剧在大结局播放了黃文永在2011年得奖的片段，而在片尾亦出現了向黃文永致敬的句子。
- 此剧大结局收视破百万，共有102万观众收看大结局。

## 與史實不合之處
- 林韬在此剧对Richard Ma一共讲了两次“王八蛋”，第9集发现被背叛时说一次，第15集在Eddy工作的地方看到Richard说一次，中文字幕在此剧播出时被改成“混蛋”。这不符合实际，因为在《信约：动荡的年代》里，“王八蛋”改成“混蛋”没有配音，“走狗”则被改成“傀儡”，但很显然的被附上配音。

## 争议
- 欧萱在红星大奖2015第一场颁奖礼，连夺六项投选奖项，在台上宣布退出所有投选奖项，但在此剧及《信約：我們的家園》的最喜爱女角色投选可见官方还未取消欧萱的参赛资格。新传媒表示，由于“最喜爱”奖项由观众投选决定，她依然还得参加竞选。今年她因为赵非儿大受欢迎，再度荣获“最喜爱女角色”以及“最喜爱荧幕情侣”。[30]

## 奖项
此剧在红星大奖2016里15项奖项入围中26次提名。此剧也是五部“最佳电视剧”兼“最佳主题曲”的入围作品之一，连同《118》、《起飞》、《信约：我们的家园》及《虎妈来了》。此剧荣获了12个奖项，打破《红星大奖》史上记录。
| 獎項                         | 獎項                           | 獎項           | 獎項 |
| 頒獎典禮                     | 獎項                           | 入圍者         | 結果 |
| ---------------------------- | ------------------------------ | -------------- | ---- |
| 紅星大獎2016之幕後英雄頒獎禮 | 最佳導演                       | 羅溫溫         | 獲獎 |
| 紅星大獎2016之幕後英雄頒獎禮 | 最佳導演                       | 黃芬菲         | 提名 |
| 紅星大獎2016之幕後英雄頒獎禮 | 最佳劇本                       | 洪汐           | 提名 |
| 紅星大獎2016之幕後英雄頒獎禮 | 最佳宣傳短片                   | 紀志威         | 提名 |
| 紅星大獎2016之幕後英雄頒獎禮 | 最佳戲劇攝影                   | 李興順         | 提名 |
| 紅星大獎2016之幕後英雄頒獎禮 | 最佳戲劇剪接                   | 潘耀東         | 獲獎 |
| 紅星大獎2016之幕後英雄頒獎禮 | 最佳戲劇剪接                   | 張必芳         | 提名 |
| 紅星大獎2016之幕後英雄頒獎禮 | 最佳戲劇剪接                   | 李明輝         | 提名 |
| 紅星大獎2016 下半場          | 最佳主題曲 (《終於》)          | 陳潔儀         | 獲獎 |
| 紅星大獎2016 下半場          | 青蘋果獎                       | 張值豪         | 獲獎 |
| 紅星大獎2016 下半場          | 最佳男配角                     | 吳勁威         | 提名 |
| 紅星大獎2016 下半場          | 最佳男配角                     | 張振寰         | 獲獎 |
| 紅星大獎2016 下半場          | 最佳女配角                     | 陳欣淇         | 獲獎 |
| 紅星大獎2016 下半場          | 最佳男主角                     | 陳羅密歐       | 提名 |
| 紅星大獎2016 下半場          | 最佳男主角                     | 戚玉武         | 獲獎 |
| 紅星大獎2016 下半場          | 最佳女主角                     | 歐萱           | 獲獎 |
| 紅星大獎2016 下半場          | 最佳女主角                     | 瑞恩           | 提名 |
| 紅星大獎2016 下半場          | 最佳女主角                     | 鄭惠玉         | 提名 |
| 紅星大獎2016 下半場          | 最佳電視劇                     |                | 獲獎 |
| 紅星大獎2016 慶功宴          | 最喜愛女角色                   | 歐萱           | 獲獎 |
| 紅星大獎2016 慶功宴          | 最喜愛女角色                   | 瑞恩           | 提名 |
| 紅星大獎2016 慶功宴          | 最喜愛女角色                   | 黃碧仁         | 提名 |
| 紅星大獎2016 慶功宴          | 最喜愛熒幕情侶                 | 戚玉武、瑞恩   | 提名 |
| 紅星大獎2016 慶功宴          | 最喜愛熒幕情侶                 | 戚玉武、歐萱   | 獲獎 |
| 紅星大獎2016 慶功宴          | 最喜愛熒幕情侶                 | 張振寰、陳欣淇 | 提名 |
| 紅星大獎2016 慶功宴          | London Choco Roll 最佳開心果獎 | 陳羅密歐       | 獲獎 |

## 註明
1. ↑  .   [2015-05-14]. （原始内容存档于2017-11-05）.
2. ↑  . Toggle. 2015年5月13日  [2015年11月20日]. （原始内容存档于2015年10月9日）.
3. ↑  . Toggle. 2015年5月14日  [2015年11月20日]. （原始内容存档于2015年9月19日） （英语）.
4. ↑  . Toggle. 2015年5月15日  [2015年10月31日]. （原始内容存档于2015年10月27日） （英语）.
5. ↑  . Toggle. 2015年5月15日  [2015年10月31日]. （原始内容存档于2015年10月27日）.
6. ↑  . Toggle. 2015年6月4日  [2015年10月31日]. （原始内容存档于2015年10月27日）.
7. ↑  . Toggle. 2015年6月20日  [2015年6月20日]. （原始内容存档于2019年10月20日）.
8. ↑  . Toggle. 2015年6月20日  [2015-06-20]. （原始内容存档于2015-06-20） （英语）.
9. ↑  . Toggle. 2015年6月21日  [2015-07-04]. （原始内容存档于2015-07-05）.
10. ↑  . Toggle. 2015年7月7日  [2015年11月17日]. （原始内容存档于2015年11月17日）.
11. ↑  . Toggle. 2015年7月7日  [2015年11月17日]. （原始内容存档于2015年11月17日） （英语）.
12. ↑  . Toggle.   [2015年10月23日]. （原始内容存档于2015年12月26日） （英语）.
13. ↑  . Toggle. 2015年9月21日  [2015年10月31日]. （原始内容存档于2015年10月27日）.
14. ↑  . Toggle. 2015年9月22日  [2015年10月31日]. （原始内容存档于2015年10月27日） （英语）.
15. ↑  . Toggle. 2015年9月23日  [2015年10月31日]. （原始内容存档于2015年10月27日）.
16. ↑  . Toggle. 2015年9月25日  [2015年10月31日]. （原始内容存档于2015年10月27日） （英语）.
17. ↑  . Toggle. 2015年9月25日  [2015年9月26日]. （原始内容存档于2015年9月27日） （英语）.
18. ↑  . Toggle. 2015年9月30日  [2015年10月2日]. （原始内容存档于2019年10月22日）.
19. ↑  . Toggle. 2015年10月15日  [2015年10月15日]. （原始内容存档于2016年3月4日） （英语）.
20. ↑  . Toggle. 2015年10月22日  [2015年10月22日]. （原始内容存档于2015年10月27日） （英语）.
21. ↑  . Toggle. 2015年10月29日  [2015年10月30日]. （原始内容存档于2015年12月22日） （英语）.
22. ↑  . Toggle. 2015年11月5日. （原始内容存档于2015年11月14日） （英语）.
23. ↑  . Toggle. 2015年11月12日  [2015年11月12日]. （原始内容存档于2015年12月22日） （英语）.
24. ↑  . Toggle. 2015年10月24日  [2015年10月31日]. （原始内容存档于2015年10月27日）.
25. ↑  . Toggle. 2015年10月27日  [2015年10月31日]. （原始内容存档于2015年11月14日） （英语）.
26. ↑  . Toggle. 2015年11月20日. （原始内容存档于2015年11月20日） （英语）.
27. ↑  . Toggle. 2015年11月20日  [2015年11月20日]. （原始内容存档于2015年11月20日）.
28. ↑  . 今日報. 2015年11月20日  [2015年11月20日]. （原始内容存档于2021年3月2日） （英语）.
29. ↑  . Toggle. 2016年1月18日  [2016年1月18日]. （原始内容存档于2019年10月30日）.
30. ↑  . Toggle. 2016年1月18日  [2016年2月2日]. （原始内容存档于2019年11月1日）.

| 前任： 信約：動盪的年代 | 红星大奖 最佳電視劇 2016年 | 繼任： 大英雄 |

## 播映档期
| 新加坡 新傳媒8頻道 星期一至五 21:00 - 22:00                         | 新加坡 新傳媒8頻道 星期一至五 21:00 - 22:00    | 新加坡 新傳媒8頻道 星期一至五 21:00 - 22:00                                                 |
| ------------------------------------------------------------------- | ---------------------------------------------- | ------------------------------------------------------------------------------------------- |
|                                                                     | 志在四方II （2015.12.04 - 2016.01.18）         |                                                                                             |
| 起飛 （2015.10.23 - 2015.12.03）                                    | 錢來運轉 （2016.01.19 - 2016.02.17）           |                                                                                             |
| 星期六至日 16:30 - 18:30                                            |                                                |                                                                                             |
| 你那邊怎樣·我這邊OK（新加坡篇） （重播） （2022.07.30－2022.09.03） | 志在四方II （重播） （2022.09.04－2022.10.29） | 致胜出擊 （重播） （2022.10.30－2022.12.03）我的女俠羅明依 （重播） （2022.12.04-2023.02.） |
| （重播）星期天 00:30 - 02:30                                        |                                                |                                                                                             |
| —                                                                   | 志在四方II （2023.10.26－2024.02.17）          | 信约：我们的家园（重播） (2024.02.25-2024.06.02)                                            |

| 马来西亚 Astro双星、Astro双星HD 星期一至五 17:00 - 18:00 | 马来西亚 Astro双星、Astro双星HD 星期一至五 17:00 - 18:00 | 马来西亚 Astro双星、Astro双星HD 星期一至五 17:00 - 18:00 |
| -------------------------------------------------------- | -------------------------------------------------------- | -------------------------------------------------------- |
|                                                          | 志在四方II （2015.12.04 - 2016.01.18）                   |                                                          |
| 起飛 （2015.10.23 - 2015.12.03）                         | 錢來運轉 （2016.01.19 - 2016.02.17）                     |                                                          |

| 马来西亚 Astro AEC、Astro AEC HD 星期一至五 20:30 - 21:30 | 马来西亚 Astro AEC、Astro AEC HD 星期一至五 20:30 - 21:30 | 马来西亚 Astro AEC、Astro AEC HD 星期一至五 20:30 - 21:30 |
| --------------------------------------------------------- | --------------------------------------------------------- | --------------------------------------------------------- |
|                                                           | 志在四方II （2016.07.05 - 2016.08.17）                    |                                                           |
| 起飛 （2016.05.24 - 2016.07.04）                          | 錢來運轉 （2016.08.18 - 2016.09.14）                      |                                                           |

| 马来西亚 八度空间 星剧精选 星期三及四22:00 - 00:00 (两集连播) | 马来西亚 八度空间 星剧精选 星期三及四22:00 - 00:00 (两集连播) | 马来西亚 八度空间 星剧精选 星期三及四22:00 - 00:00 (两集连播) |
| ------------------------------------------------------------- | ------------------------------------------------------------- | ------------------------------------------------------------- |
|                                                               | 志在四方II （2023年12月28日—2024年月日）                      |                                                               |
| 好世谋2（方言原音版） （2023年11月30日—2023年12月27日）       | —                                                             |                                                               |

| 越南 HTV2 星期一至五 15:00 - 16:00                | 越南 HTV2 星期一至五 15:00 - 16:00                  | 越南 HTV2 星期一至五 15:00 - 16:00 |
| ------------------------------------------------- | --------------------------------------------------- | ---------------------------------- |
|                                                   | 志在四方II （2024年10月7日－2024年11月19日）        |                                    |
| 信約：唐山到南洋 （2024年8月23日－2024年10月4日） | 信約：動盪的年代 （2024年11月20日－2024年12月31日） |                                    |